# Cattedrale di Hereford
La cattedrale di Hereford (formalmente nota come Cattedrale di Santa Maria Vergine e Sant'Etelberto Re) è la chiesa della diocesi anglicana di Hereford a Hereford, in Inghilterra.
Sul sito dell'attuale edificio esisteva un luogo di culto fin dall'VIII° secolo o addirittura antecedente. I lavori di costruzione della struttura attuale iniziarono nel 1079. Parti sostanziali dell'edificio, che oggi è un monumento classificato, risalgono sia al periodo normanno che a quello gotico.
La cattedrale possiede la più grande biblioteca di libri incatenati del mondo e il suo tesoro più famoso è la Mappa Mundi, una mappa medievale del mondo creata intorno al 1300. La mappa è elencata nel registro della memoria del mondo dell'UNESCO.